# ポシェット (雑誌)
『ポシェット』は、小学館から発行された漫画雑誌。奇数月27日頃に発売される隔月刊誌である。
単行本化されていない読みきり漫画作品を7作程度集めた、作品集的な漫画雑誌。少女漫画雑誌の『Sho-Comi』、『ベツコミ』、『Cheese!』およびレディースコミック誌の『プチコミック』、『Judy』（ただし2008年10月号限りで休刊）の作品が収録されるが、ごくたまに『ちゃお』や『ChuChu』（ただし2010年2月号限りで休刊）の作品が掲載されることがある。また、一時期小説が掲載されたことがあった。なお、『ChuChu』が月刊誌に転換する直前の2005年秋の号はポシェットの増刊扱いだった。
新書版サイズ（フラワーコミックスと同じサイズ）が特徴だが、ティーンズラブ漫画雑誌にもこのサイズを採用しているものが存在する。